# Ratnagiri (dystrykt)
Ratnagiri (marathi रत्नागिरी जिल्हा, ang. Ratnagiri district) – jeden z trzydziestu pięciu dystryktów indyjskiego stanu Maharasztra, o powierzchni 8208 km². 

## Położenie
Położony jest na zachodnim wybrzeżu tego stanu i przylega do Morza Arabskiego. Na północy sąsiaduje z dystryktem Raigad. Na wschodzie sąsiaduje z dystryktami Satara, Sangli, Kolhapur. Na południu graniczy z dystryktem Sindhudurg.
Stolicą dystryktu jest miasto Ratnagiri.

## Rzeki
Rzeki przepływające przez obszar dystryktu :
- Bav
- Bharja
- Jagbudi
- Jog
- Kajavi
- Kajla
- Muchkundi
- Savitri
- Shastri
- Shuk
- Vashishthi